# Namangan
Namangan (azbukou  Наманган) je město v Uzbekistánu. Nachází se ve Ferganském údolí 200 km jihovýchodně od Taškentu na soutoku řek Naryn a Karadarja a je správním centrem Namanganského vilájetu. Je druhým největším městem v zemi – žije v něm okolo 600 000 obyvatel, z toho 95 % tvoří Uzbeci.
O zdejším osídlení se zmiňuje ve svých pamětech již císař Bábur. Město bylo založeno v roce 1610, jeho název pochází z perského výrazu namak kan (solný důl). V roce 1876 bylo připojeno k ruskému impériu a stalo se střediskem bavlnářského a potravinářského průmyslu, jeho význam vzrostl za druhé světové války, kdy sem byla evakuována řada podniků a vědeckých institucí, v roce 1942 byla založena Namanganská státní univerzita. V okolí se těží ropa, křišťál, měď a antimon. Počet obyvatel se zvedl z 80 000 v roce 1939 na více než půl milionu ve 21. století. Namangan má mezinárodní letiště a od roku 1912 odsud vede železnice do Kokandu.
Město je známé jako náboženské středisko muslimů s významnou madrasou Mulla Kyrgyz. Pocházel odsud džihádista Džuma Namangani (1968–2001).
V roce 1926 bylo město zasaženo ničivým zemětřesením.
Místní fotbalový klub Navbahor Namangan je účastníkem nejvyšší soutěže v Uzbekistánu, kterou v roce 1996 vyhrál.